# Ànec torrenter
L'ànec torrenter (Merganetta armata) és una espècie d'ocell de la família dels anàtids (Anatidae) que habita turbulents corrents fluvials de muntanya d'Amèrica del Sud.

## Descripció
L'ànec torrenter és habitual en els rius i rierols andins de corrents ràpids (d'aquí el nom comú). Normalment, es veu sol o en parelles descansant sobre roques en aigües ràpides i sense associar-se amb altres ànecs. S'alimenta capbussant-se en aigües turbulentes i tolls i, d'alguna manera, és capaç de nedar contra corrent sense cap esforç aparent. Els sexes tenen un aspecte força diferent, però tots dos tenen el bec vermell brillant i el dors ratllat; el mascle té el cap blanc amb línies negres, mentre que la femella té el cap gris i les parts inferiors d'un color rovellat brillant. El patró corporal del mascle varia regionalment des del negre en general fins a ratlles blanquinoses o color rovell.

## Distribució i hàbitat
L'ànec torrenter habita en rius i rierols de muntanya d'aigües cristal·lines i de flux ràpid, situats a més de 4.500 m d'altitud als alts Andes de Sud-amèrica fins al nivell del mar al sud de la seva àrea de distribució, des de Colòmbia, nord-oest de Veneçuela, a través del nord i centre de l'Equador, el Perú, Bolívia i Argentina i Xile, cap al sud, fins a la Terra del Foc.

## Taxonomia i etimologia
L'ànec torrenter va ser descrit per l'ornitòleg anglès John Gould l'any 1842 i la localitat tipus és la part central de Xile.
El nom científic Merganetta prové del gènere Mergus (Linnaeus, 1758) i el sufix del grec antic «νηττα (nētta)» que significa ànec. Von Linné ja feia notar que en molts dels seus caràcters s'acosta als ànecs (Anatidæ), però en altres mostrava una afinitat amb els ànecs Mergus.
L'epítet armata prové del llatí «armatus», “armadura”, “tropes armades” que a l'hora ve de «arma», «armorum» que signifiquen “armes”, “armadura”.
És l'única espècie del gènere Merganetta i es reconeixen sis subespècies:
- M. a. colombiana (des Murs, 1845) - des de Veneçuela fins al nord de l'Equador.
- M. a. leucogenis (Tschudi, 1843) - des del centre de l'Equador fins al centre del Perú.
- M. a. turneri (Sclater & Salvin, 1869) - sud del Perú.
- M. a. garleppi (Berlepsch, 1894) - Bolívia.
- M. a. berlepschi (Hartert, 1909) - nord de Xile i nord-oest de l'Argentina.
- M. a. armata (Gould, 1842) - la major part dels Andes de Xile i l'Argentina.

Treballs recents indiquen que aquest gènere actualment monoespecífic s'hauria de dividir en tres espècies separades (és a dir, M. armata, M. colombiana, M. leucogenis).